# Mollerit
Mollerit is een hoorspel van Gerrit Pleiter. De NCRV zond het uit op vrijdag 3 mei 1968. De regisseur was Ab van Eyk. De uitzending duurde 43 minuten.

## Rolbezetting
- Lex Schoorel (Fedde)
- Jaap Hoogstraten (Kille)
- Hans Veerman (Ben)
- Jan Wegter (Richt)

## Inhoud
Achter deze vreemd aandoende titel gaat een heel gewoon begrip schuil: de rit van de mollen, en de mollen zijn de leden van een Nederlandse verzetsgroep in de Tweede Wereldoorlog. Zij werken “ondergronds”. Toch heeft de schrijver deze vreemde titel gekozen om daarmee het hoorspel al meteen een ander niveau te geven dan het realistische. Het verhaal dat hij hier vertelt, moet niet enkel op een bepaalde gebeurtenis slaan. Er zijn zoveel parallelgevallen waarin de mens telkens voor de vragen wordt gesteld: doe ik er goed aan, of: wat ben ik eigenlijk aan het doen? Vandaar ook dat de geschiedenis van de jonge verzetsstrijders in dit hoorspel niet realistisch wordt uitgebeeld. Zij spreken b.v. over het schieten van wachtposten, maar het geluid wordt op verzoek van de schrijver weggelaten. Het is enerzijds een herdenkingsspel, maar evenzeer een bezinningsspel. Hoe vaak immers staan wij in het leven niet op een tweesprong? De schrijver weeft beide dooreen als hij de jongemannen volgt op hun tocht door een winters landschap ten noordwesten van Kampen, waar een vliegtuig van de geallieerden in het ijs van het IJsselmeer is gestort, vlak voor de kust. Het is een gevaarlijke onderneming, waarin iedereen anders reageert. De een gaat recht op zijn doel af, de ander twijfelt bij iedere stap aan de juistheid van de onderneming…